# Manuel Schmid
Pour les articles homonymes, voir Schmid.
Manuel Schmid, né le 9 février 1993, est un skieur alpin allemand, spécialiste des épreuves de vitesse.

## Biographie
Membre du club SC Fischen et frère du skieur Alexander Schmid, il prend part à ses premières courses FIS en janvier 2009 et dans la Coupe d'Europe en 2010. Il obtient deux top dix dans les Championnats du monde junior, terminant sixième du super G en 2011 à Crans Montana et cinquième de la descente en 2012 à Roccaraso. En octobre 2013, il se blesse au niveau du genou et doit resté eloigné des compétitions à cause d'une tendinopathie patellaire. Il reste tout de même soutenu par sa fédération en plus de son réseau familial. Il vit d'abord à Allgäu, puis emménage à Fischen avec la skieuse Maren Wiesler.
Lors de la saison 2016-2017, il atteint à deux reprises le podium dans la Coupe d'Europe en descente, discipline dont il se classe troisième.
Il fait ses débuts en Coupe du monde en décembre 2017 à Val Gardena, où il prend la seizième place sur la descente et décroche ses premiers points.
Après une bonne performance à Wengen (18e), il reçoit sa première sélection pour un événement majeur aux Championnats du monde 2019, à Åre, pour se classer 32e de la descente.
En décembre 2019, il se fait une fracture à un métacarpe de la main droite, puis revient à Wengen, où il finit treizième de la descente sur le Lauberhorn.

## Palmarès

### Championnats du monde
| Épreuve / Édition | Åre 2019 |
| descente          | 32e      |
| super G           | Abandon  |

### Coupe du monde
- Meilleur classement général : 103e en 2019.
- Meilleur résultat : 13e.

#### Classements
| Saison / Épreuve | Saison / Épreuve | Général | Général | Descente | Descente | Super G | Super G | Slalom | Slalom | Slalom géant | Slalom géant | Combiné | Combiné | Parallèle | Parallèle |
| ---------------- | ---------------- | ------- | ------- | -------- | -------- | ------- | ------- | ------ | ------ | ------------ | ------------ | ------- | ------- | --------- | --------- |
| Saison / Épreuve | Saison / Épreuve | Class.  | Points  | Class.   | Points   | Class.  | Points  | Class. | Points | Class.       | Points       | Class.  | Points  | Class.    | Points    |
| 2018             | 2018             | 116e    | 22      | 39e      | 22       | —       | —       | —      | —      | —            | —            | —       | —       | —         | —         |
| 2019             | 2019             | 103e    | 40      | 33e      | 37       | 56e     | 3       | —      | —      | —            | —            | —       | —       | —         | —         |
| 2020             | 2020             | 118e    | 27      | 40e      | 27       | —       | —       | —      | —      | —            | —            | —       | —       | —         | —         |
| 2021             | 2021             | 123e    | 16      | 46e      | 2        | 53e     | 4       | —      | —      | —            | —            | —       | —       | —         | —         |

### Coupe d'Europe
- 3e du classement de la descente en 2017.
- 2 podiums.